# 纽约市宪章
《紐約市憲章》（英語：New York City Charter）是美國紐約州紐約市的城市憲章。截至2018年1月，憲章全文包括一個未編號的介紹性章節以及由數字（1到75）或數字加字母後綴標識的章節。
作為1898年紐約市合併的一部分，紐約州議會頒布了合並後的城市憲章。 而在紐約市評估委員會被宣佈違憲後，《紐約市憲章》在1989年進行了徹底修訂，以廢除評估委員會並將該委員會的權力分配給市長和市議會。

## 修訂歷史
《紐約市憲章》通常通過憲章修訂委員會定期進行修訂， 這包括1898年、1901年、1938年、1963年、1975年和2020年這幾次修訂。
1938年修訂的《紐約市憲章》決定以紐約市議會取代紐約市市政委員會，同時還設立紐約市規劃委員會。
1963年修訂的《紐約市憲章》決定曼哈頓區的“社區規劃理事會（Community Planning Councils）”擴展到行政區外並更名為“社區規劃委員會（Community Planning Boards）”，這便是現在“社區委員會”的前身。 同時本次修訂還將紐約市議會的議員席數從25人擴大到35人。
1975年修訂的《紐約市憲章》將紐約市的社區及社區委員會數定為59個，同時每個社區委員會還設立社區管理一職；同時本次修訂還設立了“統一土地使用審查程序”，賦予社區委員會權力審查土地使用提案，例如土地使用分區行動和特別許可證。
2020年的修訂草案原本包括19個投票提案，最後被合並為5個待決議題，而這些議題也都在2019年11月5日的大選中獲得通過。 這次修訂的內容包括自2021年以後的紐約市市政選舉採用排序投票制、擴大紐約市公民投訴審查委員會的規模和權力、更新對前市政官員和紐約市利益衝突委員會委員們的道德條款、更改該市年度預算流程以及延長分配給社區委員會和區長審查擬議土地用途變更的時間。

## 外部連接
- 《紐約市憲章》全文 （页面存档备份，存于）（英文）
- 紐約市憲章修訂委員會 （页面存档备份，存于）